# Неда Спасова
Неда Николаева Спасова е българска филмова и театрална актриса. Известна е с изявите си в различни представления в Театър „София“, както и с ролите си на Царицата на розите в „Дамасцена“ (2016), сестра Кая Райкова в драматичния сериал „Откраднат живот“ от 2018 г. до 2021 г., Венета в историческия филм „Ботев“.

## Биография
Родена е на 19 февруари 1992 г. във Враца, Република България. В ранните си години е работила като хигиенистка, сервитьорка, хостеса, барманка и продавачка в зоомагазин.
През 2010 г. завършва Профилирана езикова гимназия „Йоан Екзарх“ в град Враца, с профил английски и испански език.
През 2014 г. завършва НАТФИЗ „Кръстьо Сарафов“ със специалност „Актьорско майсторство за драматичен театър“ в класа на проф. Маргарита Младенова. Състудентка е там със Августина-Калина Петкова, Борис Кашев, Сотир Мелев и други.

## Актьорска кариера

### Кариера в театъра
Играла е на сцените в Народния театър „Иван Вазов“, Театрална работилница „Сфумато“ и Младежкия театър „Николай Бинев“, а от февруари 2018 г. е част от трупата в Театър „София“, където играе в постановките „Ревизор“, „Тирамису“, „Франкенщайн“, „Закачане“, „Съгласие“, „Няма да платим! Няма да платим!“, „На четири уши и унижението“, „Цветята“, „Пер Гюнт“, „Горчивите сълзи на Петра Фон Кант“ и „Невинно малко убийство“.
През 2021 г. играе в спектакъла „Илюзии“ на режисьора Младен Алексиев в Театър Азарян.

### Кариера в киното и телевизията
Спасова първоначално започва да играе малки роли в сериали, измежду които „Под прикритие“ и „Столичани в повече“ в ролята на сервитьорка на Пламен Цеков (Христо Гърбов) в пети сезон през 2013 г.
През 2016 г. прави първия си актьорски дебют като главна роля във филма „Дамасцена“, където играе Царицата на розите.
През 2018 г. става популярна с ролята си на сестра Кая Райкова в медицинския сериал „Откраднат живот“.
През 2019 г. играе в българския игрален филм „Останалото е пепел“ на режисьора Георги Д. Костов, където си партнира с Бен Крос, Асен Блатечки и др.
През 2020 г. играе Венета в българския исторически филм „Ботев“ на режисьора Максим Генчев.
През 2022 г. играе в четвъртия сезон на криминалния сериал „Братя“ в ролята на Елена Давидова.
В същата година играе в късометражния филм „Откъснати“ на режисьорката Стефани Дойчинова.

### Кариера в дублажа
Между 2019 г. до 2020 г. Спасова се занимава с нахсинхронен дублаж на анимационни сериали, записани в студио „Про Филмс“, където озвучава за каналите „Картун Нетуърк“ и „Никелодеон“. Тя дублира Уиндблейд в „Трансформърс: Сайбървърс“, Зеленият фенер в „Ди Си Суперхироу Гърлс“, „Крейг край реката“ и Клеър в „Лего: Джурасик свят“.

## Участия в театъра
Независим театър
- „Опакометаморфози“ от Валери Петров – режисьор проф. Маргарита Младенова[26]

Театър НАТФИЗ
- Златил в „Грехът Златил“ от Йордан Йовков – режисьор Маргарита Младенова[27]
- „Женска оправия“ на Аристофан – режисьор Анастасия Събева[28]
- „Арабска нощ“ на Роланд Шимелпфениг – режисьор Борис Кръстев, превод Боян Иванов[29]

Народен театър „Иван Вазов“
- „Процесът против богомилите“ от Стефан Цанев – режисьор Маргарита Младенова[30]
- Пейка Шейтанова в „Гео“ – режисьор Иван Добчев[31]

Театрална работилница „Сфумато“
- „Опакометаморфози“ на Валери Петров – режисьор проф. Маргарита Младенова[32][33]
- „Светлото бъдеще на битака“ – режисьор Иван Добчев[34]
- Фатима Манзур в „Арабска нощ“ от Роланд Шимелпфениг – режисьор Борис Кръстев[35][36]
- 2017 – Варвара Петровна в „Бесове“ от Фьодор Достоевски, режисьор Иван Добчев[37][38]
- 2019 – „Звездата на Планк“ – режисьор Анастасия Събева[39]

Театър „София“
- „Ревизор“ от Николай Гогол – режисьор Бойко Богданов[40][41][42]
- „Тирамису“ – режисьор Николай Поляков[43][44][45][46]
- 2017 – „Франкенщайн“ от Ник Диър – спектакъл на Стайко Мурджев[47][48][49][50]
- 2018 – „Закачане“ – режисьор Неда Соколовска[51][52]
- 2019 – „Съгласие“ от Нина Рейн – режисьор Недялко Делчев[53][54]
- 2020 – Маргарета в „Няма да платим! Няма да платим!“ от Дарио Фо – режисьор Теди Москов[55][56][57]
- 2020 – „На четири уши и унижението“ от Питър Шафър – режисьор Тея Сугарева[58][59][60]
- 2021 – „Цветята“ от Теодора Иванова-Додо – режисьор Калин Асенов[61][62]
- 2022 – „Пер Гюнт“ от Хенрик Ибсен – режисьор Катя Петрова[63][64][65]
- 2022 – Марлене в „Горчивите сълзи на Петра Фон Кант“ – режисьор Пламен Марков[66][67]
- 2022 – „Невинно малко убийство“ от Жан-Пиер Мартинес – режисьор Надя Панчева[68]

Театър „Азарян“
- 2021 – „Илюзии“ – режисьор Младен Алексиев[69]

## Филмография
- „Столичани в повече“ (2013) – Сервитьорка
- „Под прикритие“ (2013) – Ренета Димова, гадже на Рендето
- „Supercollider“ (2013)
- „Имунитет“ (2014)
- „Пенкин мост“ (2014) – Пенка
- „Откраднат живот“ (2018 – 2021) – Кая Райкова[70][71][72]
- „Дамасцена: Преходът“ (2019) – Царицата на розите[73]
- „Останалото е пепел“ (2020) – Журналистката
- „Ботев“ (2022) – Венета Ботева
- „Братя“ (2022) – Елена Давидова
- „Откъснати“ (2022)
- „Случаят Тесла“ (2023) – Госпожица Ани[74]
- „Защото обичам лошото време“ (2024) – Ирина [75]

## Награди и номинации
- 2018 г. – номинация за наградите „Икар“ в категорията „Дебют“ и за „Аскеер“ в категорията „Изгряващата звезда“ за ролята си на Варвара Петровна в „Бесове“.[76][77]
- 2019 г. – номинация за наградите „NOVA подкрепя българските филми“ в категория „Любима актриса“ за ролята си на Кая Райкова в „Откраднат живот“.[78]
- 2021 г. – номинация за наградите „Аскеер“ в категорията „Изгряваща звезда“ за ролята си на Маргерита в „Няма да платим! Няма да платим!“.[79][80][81]

## Други дейности
През 2021 г. чете откъс из статията „Винаги в навечерието на една новопостъпающа година“ в кампанията „Препрочитаме Вазов“
От същата година е асистент-преподавател по сценична реч на Надежда Панайотова и Тодор Димитров-Мечкарски в НАТФИЗ „Кръстю Сарафов“.